# Приключенията на Буратино
„Приключенията на Буратино“ (на руски: Приключения Буратино) е съветски анимационен филм от 1959 година, създаден от кинокомпанията Союзмултфилм по мотиви от приказката на Алексей Николаевич Толстой „Златното ключе или приключенията на Буратино“. Режисьор на филма е класикът на съветската анимация Иван Иванов-Вано.

## Сюжет
Филмът разказва приключенията на малкото дървено човече Буратино, издялано от парче дърво от стария мелничар Карло.

## В ролите
Персонажите във филма са озвучени с гласовете на:
- Нина Гуляева като Буратино
- Евгений Весник като татко Карло
- Георгий Вицин като Джузепе, клоун и собственик на механата „Трите джуджета“
- Тамара Дмитриева като Малвина
- Маргарита Корабелникова като Пиеро
- Александър Баранов като Карабас Барабас
- Елена Понсова като лисицата Алиса
- Владимир Лепко като котарака Базилио
- Татяна Струкова като плъха Шушер
- Юлия Юлская като малкото плъхче
- Владимир Ратомский като говорещият щурец
- Леонид Пирогов като доктора- сова
- Анастасия Георгиевская като фелдшерката- жаба
- Сергей Мартинсон като знахаря- богомолка
- Анастасия Зуева като костенурката Тортила
- Григорий Шпигел като Дуремар

## Награди
- Награда за най-добър анимационен филм на 2-рия Всесъюзен кинофестивал в Минск през 1960 година.